# Prędkość ekonomiczna
Prędkość ekonomiczna – prędkość (w sensie fizycznym: szybkość ruchu), która umożliwia przebycie najdłuższej trasy przy jak najmniejszym koszcie. Aby mówić o prędkości ekonomicznej, musimy mieć zdefiniowane:
- przestrzeń, po której się poruszamy i tor ruchu,
- funkcję kosztu.

Rozwiązanie tego problemu zazwyczaj określa znalezienie takiej prędkości {\displaystyle {\vec {v}}} w zależności od {\displaystyle {\vec {r}}} by {\displaystyle K_{C}} – koszt całkowity był jak najmniejszy. W ogólności przestrzeń jest dość dowolna (np. nie musi to być trójwymiarowa przestrzeń kartezjańska) podobnie jak i sens wektorów {\displaystyle r} i {\displaystyle v.}
{\displaystyle K_{C}=\int _{L}C({\vec {r}},{\vec {v}}){\vec {r}}\cdot {\vec {ds}},}
gdzie:
- {\displaystyle C({\vec {r}},{\vec {v}})} jest naszą funkcją kosztu i w ogólności może zależeć także od innych parametrów niż położenie i prędkość, np. od wektora przyspieszenia,
- {\displaystyle L} – jest torem,
- {\displaystyle K_{C}} – jest kosztem całkowitym.

Klasycznym przykładem problemu minimalizacji kosztu jest określenie optymalnej prędkości podróżnej samolotów pasażerskich, samochodów, pojazdów nawodnych czy podwodnych. W tych sytuacjach koszty są związane z oporami środowiska, a także kosztem związanym z czasem podróży.